# Drowning Pool
Drowning Pool – hardrockowo-numetalowy zespół z USA.

## Historia
Drowning Pool powstało w 1997 roku w Dallas. Po trzech latach zespół wypuścił pierwszą epkę Pieces of Nothing.
W 2001 roku grupa wypuściła debiutancki album Sinner. Album odniósł sukces i pokrył się platyną (ponad 1.000.000 sprzedanych kopii). Teledysk do pierwszego singla „Bodies” był często puszczany w programach muzycznych. Po ataku terrorystycznym 11 września singiel zaczął gościć rzadziej w mediach z powodu swojego tekstu („Let the bodies hit the floor”), który przez niektórych został uznany za odniesienie do wyskakujących ludzi z wież World Trade Center. 14 sierpnia 2002 roku wokalista Dave Williams został znaleziony martwy w swoim autobusie koncertowym. Raport medyczny wykazał, że Dave cierpiał na poważną wadę kardiologiczną – przerost mięśnia sercowego.
Po śmierci Williamsa zespół zaczął szukać nowego wokalisty. W 2003 roku do zespołu dołączył wokalista Jason ‘Gong’ Jones. W nowym składzie grupa wydała w 2004 roku album Desensitized.
14 czerwca 2005 roku, z powodu różnic poglądów i konfliktu z zespołem, Drowning Pool opuścił wokalista. Jones dołączył później do zespołu AM Conspiracy. Po odejściu Jasona zaczęły krążyć plotki na temat nowego wokalisty. Fani typowali między innymi: Pata Lachmana z Damageplan, Phila Anselmo z Pantera i Ryana McCombsa z SOiL. Zespół zapowiedział, że nowy wokalista zostanie ogłoszony 25 sierpnia na Ozzfeście, gdzie grupa miała wystąpić na głównej scenie. 20 lipca strona SMNNews otrzymała informację z wiarygodnego źródła, że nowym wokalistą zostanie McCombs z SOiL. Tydzień później zespół i wokalista potwierdzili tę wiadomość. Według managera Drowning Pool McCombs był najlepszym kandydatem na wokalistę.
Wiosną 2006 roku zespół ogłosił koniec współpracy z wytwórnią Wind-Up Records. Strona Wind-Up Records potwierdziła tę informację dopiero w czerwcu 2006 roku.
W październiku 2006 roku zespół ogłosił, że nowa piosenka „No More” zostanie wydana na soundtracku do filmu Piła III. Była to ich pierwsza piosenka z nowym wokalistą (nie licząc drugiej wersji „Rise Up”).
26 lutego 2007 roku po otrzymaniu ofert z Century Media i Sanctuary Records zespół ogłosił dołączenie do wytwórni Eleven Seven Music. Oprócz tego zespół dostał nową kompanię menadżerską Tenth Street Entertainment.
Najnowszy album Full Circle został wydany 7 sierpnia 2007 roku. Dwie piosenki zostały wyprodukowane przez Funny Farm Records, które posiada Nikki Sixx (basista Mötley Crüe) i DJ Ashba (gitarzysta Beautiful Creatures). Reszta piosenek została nagrana z producentem Benem Schigelem w January Sound Studio.
29 listopada 2011 roku ogłoszono, że Ryan McCombs opuści dotychczasowy zespół, aby powrócić do „SOiL” i promować 10. rocznicę swojego pierwszego albumu „Scars”. Zapowiedziano też, że nagra z zespołem nową płytę.
11 lipca 2012 do zespołu dołączył czwarty z kolei wokalista Jason Moreno.

### Współpraca z wojskiem
Drowning Pool współpracowało z Armią Stanów Zjednoczonych na rzecz opieki amerykańskich weteranów wojny w Afganistanie i Iraku (w skrócie IAVA – Iraq and Afghanistan Veterans of America). Z każdego sprzedanego biletu na koncerty w ramach trasy „This Is For The Soldiers” 50 centów zostało przekazane na konto IAVA i kolejne 50 centów na rzecz organizacji USO.

## Dyskografia

### Albumy
| 2001                           | Sinner - Data: 5 czerwca 2001 - Wydawca: Wind-up - Format: CD               | 14 | –  | 18 | 70 |
| 2004                           | Desensitized - Data: 20 kwietnia 2004 - Wydawca: Wind-up - Format: CD       | 17 | –  | –  | 66 |
| 2007                           | Full Circle - Data: 7 sierpnia 2007 - Wydawca: Eleven Seven - Format: CD    | 64 | 7  | –  | –  |
| 2010                           | Drowning Pool - Data: 27 kwietnia 2010 - Wydawca: Eleven Seven - Format: CD | 35 | 5  | –  | –  |
| 2013                           | Resilience - Data: 9 kwietnia 2013 - Wydawca: Eleven Seven - Format: CD     | 76 | 34 | –  | –  |
| 2016                           | Hellelujah - Data: 5 lutego 2016 - Wydawca: eOne Music - Format: CD         | –  | 11 | –  | –  |
| „–” pozycja nie była notowana. |                                                                             |    |    |    |    |

### Inne
| Year | Album details                                                                        | Uwagi              |
| ---- | ------------------------------------------------------------------------------------ | ------------------ |
| 2009 | Loudest Common Denominator - Data: 3 marca 2009 - Wydawca: Eleven Seven - Format: CD | - album koncertowy |
| 2000 | Pieces of Nothing - Data: 2000 - Wydawca: brak - Format: CD                          | - minialbum        |
| 1999 | Drowning Pool - Data: 1999 - Wydawca: Pounding Drool Music - Format: CD              | - demo             |

### Single
| 2001                           | „Bodies”         | 119 | 6  | 12 | –  | 35 | Sinner        |
| 2002                           | „Sinner”         | –   | 28 | 36 | –  | –  | Sinner        |
| 2002                           | „Tear Away”      | –   | 18 | 37 | –  | 65 | Sinner        |
| 2004                           | „Step Up”        | –   | 7  | –  | –  | 79 | Desensitized  |
| 2004                           | „Love and War”   | –   | 21 | –  | –  | –  | Desensitized  |
| 2004                           | „Killin’ Me”     | –   | 28 | –  | –  | –  | Desensitized  |
| 2007                           | „Soldiers”       | –   | 20 | –  | –  | –  | Full Circle   |
| 2007                           | „Enemy”          | –   | 20 | –  | –  | –  | Full Circle   |
| 2008                           | „37 Stitches”    | –   | 5  | –  | 42 | –  | Full Circle   |
| 2009                           | „Shame”          | –   | 26 | –  | –  | –  | Full Circle   |
| 2010                           | „Feel Like I Do” | –   | 4  | –  | 18 | –  | Drowning Pool |
| 2010                           | „Turn So Cold”   | –   | –  | –  | –  | –  | Drowning Pool |
| „–” pozycja nie była notowana. |                  |     |    |    |    |    |               |

### Kompilacje
| Rok  | Utwór                                   | Wydawnictwo                        |
| ---- | --------------------------------------- | ---------------------------------- |
| 2002 | „Break You”                             | Król Skorpion                      |
| 2002 | „Sinner”                                | The One                            |
| 2002 | „Bodies”                                | The One                            |
| 2002 | "Creeping Death" cover Metalliki        | Ozzfest 2002                       |
| 2002 | „The Game”                              | WWF Forceable Entry                |
| 2002 | „Bodies (Vrenna xXx Mix)”               | xXx                                |
| 2003 | „The Man Without Fear” feat. Rob Zombie | Daredevil                          |
| 2004 | „Step Up”                               | The Punisher                       |
| 2004 | "Rise Up!”                              | WWE ThemeAddict: The Music, Vol. 6 |
| 2006 | „Rise Up 2006”                          | WWE Wreckless Intent               |
| 2006 | „No More”                               | Piła III                           |
| 2007 | „Shame”                                 | Piła IV                            |
| 2008 | „Bodies”                                | Rambo                              |

## Wideografia
| Rok  | Album                                                             |
| ---- | ----------------------------------------------------------------- |
| 2002 | Sinema - Data: 19 listopada 2002 - Wydawca: Wind-up - Format: DVD |

## Teledyski
| Rok  | Tytuł            | Reżyseria                  | Album         |
| ---- | ---------------- | -------------------------- | ------------- |
| 2001 | „Bodies”         | Glen Bennett               | Sinner        |
| 2001 | „Sinner”         | –                          | Sinner        |
| 2002 | „Tear Away”      | –                          | Sinner        |
| 2004 | „Step Up”        | –                          | Desensitized  |
| 2005 | „Killin’ Me”     | Glen Bennett               | Desensitized  |
| 2007 | „Soldiers”       | Lizzie Palmer              | Full Circle   |
| 2007 | „Enemy”          | Rosie Davey, Ross Anderson | Full Circle   |
| 2008 | „37 Stitches”    | Robin Davey                | Full Circle   |
| 2009 | „Shame”          | Matt Cooper                | Full Circle   |
| 2010 | „Feel Like I Do” | Matt Cooper                | Drowning Pool |
| 2010 | „Turn So Cold”   | Matt Cooper                | Drowning Pool |